# 4634 Shibuya
4634 Shibuya è un asteroide della fascia principale. Scoperto nel 1988, presenta un'orbita caratterizzata da un semiasse maggiore pari a 2,4203444 UA e da un'eccentricità di 0,0300440, inclinata di 5,84991° rispetto all'eclittica.